# Szpital Powiatowy w Żywcu
Szpital Powiatowy w Żywcu – szpital ogólny powołany z inicjatywy samorządu powiatu żywieckiego. W latach 2015–2020 wybudowany został nowy gmach, jako pierwszy w Polsce w formule partnerstwa publiczno-prywatnego.
Powiat żywiecki był pierwszym samorządem w Polsce, który zdecydował się na partnerstwo publiczno-prywatne w celu budowy podmiotu leczniczego z powodu niespełniania przez dotychczasowy gmach standardów technicznych oraz brak możliwości pozyskania środków na wzniesienie nowego obiektu. Decyzję o współpracy z prywatnym inwestorem podjęto w 2008 roku i w wyniku postępowania wybrano ofertę kanadyjskiej firmy InterHealth Canada.
Umowa została podpisana we wrześniu 2011 roku, a przewidziany w niej jako termin otwarcia był 2015 rok. Na 2012 rok planowano wmurowanie kamienia węgielnego pod budowę. Zgodnie z jej zapisami inwestor zobowiązał się wybudować szpital z własnych środków, by przez 30 lat zarządzać nim i osiągać z tej działalności zysk. Do otwarcia szpitala w terminie nie doszło z powodu przedłużających się negocjacji z bankami w sprawie kredytu na realizację inwestycji, a powodem był zbyt krótki czas obowiązywania kontraktów zawieranych przez Narodowy Fundusz Zdrowia z podmiotami leczniczymi, co w ocenie banków uniemożliwiało zagwarantowanie stabilności finansowania podmiotu.
Ostatecznie budowa została rozpoczęta w listopadzie 2015, a jako termin oddania obiektu wskazano wówczas lipiec 2018 roku. Ostatecznie szpital został otwarty 21 września 2020, a od 24 września 2020 rozpoczęto tu obsługę pacjentów.